# فصة مجعدة
الفصة المجعدة (باللاتينية: Medicago rugosa) نوع نباتي يتبع جنس الفصة من الفصيلة البقولية.

## الموئل والانتشار
موطنها بلاد الشام والمغرب العربي وقبرص وتركيا واليونان ومالطة وإيطاليا.

## مرادفات للاسم العلمي
- (باللاتينية: Medicago elegans Willd.)
- (باللاتينية: Medicago orbicularioides P. Candargy (provisional))